# Малая Горбаша (Новоград-Волынский район)
Ма́лая Горба́ша (укр. Мала Горбаша) — село на Украине, основано в 1610 году, находится в Звягельском районе Житомирской области.
Население по переписи 2001 года составляет 571 человек. Почтовый индекс — 11768. Телефонный код — 4141. Занимает площадь 2,02 км².

## Адрес местного совета
11762, Житомирская обл., Звягельский р-н, с. Ярунь, ул. Мира, 13

## Известные уроженцы
- Чижевский, Пётр Иванович (1928—?) — Герой Социалистического Труда.